# Esh
Esh är en ort och civil parish i Storbritannien.   Den ligger i kommunen Durham i riksdelen England, i den centrala delen av landet, 400 km norr om huvudstaden London. Esh ligger 214 meter över havet och antalet invånare är 4 984.
Terrängen runt Esh är huvudsakligen platt, men söderut är den kuperad. Runt Esh är det tätbefolkat, med 369 invånare per kvadratkilometer. Närmaste större samhälle är Durham, 7,8 km öster om Esh. Trakten runt Esh består i huvudsak av gräsmarker.